# Henrique Guedes de Mello
Henrique Guedes de Mello (Recife, 6 de abril de 1857 – Rio de Janeiro, 8 de novembro de 1934) foi um médico brasileiro.
Foi eleito membro da Academia Nacional de Medicina em 1897, ocupando a Cadeira 64, da qual é patrono.